# Jean-Claude Wicky
Jean-Claude Wicky (Moutier, 28 de Janeiro de 1946 – Biel, 31 de Julho de 2016) foi um fotógrafo suíço conhecido por sua série de trabalhos sobre os mineradores Bolivianos, entre 1984 e 2001.

## Biografia
Suas fotos foram exibidas na Fundação Suíça para Fotografia, Musée de l'Élysée em Lausanne, e no Minneapolis Institute of Arts, bem como em revistas, incluindo GEO  e  Smithsonian Magazine .
Faleceu em 31 de Julho de 2016, aos 70 anos.

## Trabalhos
- Mineros, 2002, ISBN 2-7427-4062-7 (French), ISBN 84-7782-826-1 (Spanish), ISBN 3-926318-53-8 (German).

## Filmes
- Every Day is Night, 2010,